# Fondation Renée-et-Léonce-Bernheim pour les arts, les sciences et les lettres
La Fondation Renée-et-Léonce-Bernheim pour les arts, les sciences et les lettres, créée en 1979, vise à soutenir la création contemporaine et à mettre en valeur l'apport créatif de la culture juive à la vie de la pensée, du savoir et de l’art en général. Elle fonctionne sous l’égide de la Fondation du judaïsme français.
Chaque année depuis 1981, elle couronne par un prix une œuvre dans trois domaines : les arts, les sciences et les lettres. Elle salue la diversité et l’échange en honorant d’un même mouvement artistes et savants, créateurs et penseurs, juifs et non juifs.

## Lauréats depuis 2008

### 2008
- Robert Bober, documentariste
- Henri Raczymow, écrivain
- André Lemaire, chercheur

### 2009
- Arts : Denis Cuniot, compositeur et musicien
- Sciences : Jean-Claude Ameisen, médecin et chercheur en biologie
- Lettres : Norman Manea, écrivain

### 2010
- Raphaël Nadjari, cinéaste
- Rachel Ertel, écrivain
- Catherine Chalier, philosophe

### 2011
- Sonia Wieder-Atherton, violoncelliste
- Shmuel Trigano, sociologue
- Albert Memmi, écrivain